# Marca individual
La estrategia de marca individual busca proporcionar a cada producto en una cartera de productos una marca única e individual. Esta estrategia contrasta con la de marca de familia en la que los productos que pertenecen a una misma línea tienen la misma marca. La ventaja de la marca individual es que cada producto tiene una imagen e identidad únicas lo que facilita el proceso de posicionamiento.